# Лопатино (Рязанская область)
Лопатино — село в Скопинском районе Рязанской области, входит в состав Успенского сельского поселения.

## География
Село расположено на берегу реки Вёрда в 7 км на северо-запад от райцентра города Скопин.

## История
В качестве деревни, бывшей в вотчине за боярином Иваном Никитичем Романовым, Лопатино упоминается в списке с Ряжских писцовых книг письма и меры Григория Киреевского 1629—1630 годов, где в нем поименно показано 17 дворов крестьянских. В выписи с Ряжских переписных книг переписи Ивана Румянцова да подьячего Ивана Кондратова 1646 года оно значится уже селом, в котором было крестьянских 62 двора. Находившаяся в том селе церковь по окладным книгам 1676 года именуется Покровскою, при ней церковной пашни было 10 четвертей в поле, сенных покосов на 30 копен; в приходе, состоявшем из села Лопатина и деревни Журавинки, было 43 двора крестьянских, 9 дворов бобыльских и всего 53 двора. На место построенной в XVII столетии и обветшавшей церкви, в 1768 году поставлена была новая деревянная церковь в прежнее наименование, возобновленная в 1825 году. Каменная Покровская церковь с двумя приделами начата постройкою 2 июля 1872 года, за недостатком средств в ней отделан один только придел в честь Сретения Господня, который освящен был в 1879 году. Первоначальное заведение школы в селе Лопатине положено в 1864 году, которая находилась в доме наставника — священника, получавшего за то жалованье от Палаты Государственных Имуществ.
В XIX — начале XX века село входило в состав Вослебской волости Скопинского уезда Рязанской губернии. В 1906 году в селе было 510 дворов.
С 1929 года село являлось центром Лопатинского сельсовета Скопинского района Рязанского округа Московской области, с 1937 года — в составе Рязанской области, с 2005 года — в составе Успенского сельского поселения.

## Население
| 1859 | 1897  | 1906  | 2010 |
| ---- | ----- | ----- | ---- |
| 1612 | ↗2861 | ↗3387 | ↘709 |

## Инфраструктура
В селе имеются Лопатинская средняя общеобразовательная школа, дом культуры, фельдшерско-акушерский пункт, почтовое отделение.

## Достопримечательности
В селе расположена действующая церковь Покрова Пресвятой Богородицы (1872).